# Lingewaard
Lingewaard este o comună în provincia Gelderland, Țările de Jos. 

## Localități componente
Angeren, Bemmel, Doornenburg, Gendt, Haalderen, Huissen, Ressen.